# Парк «Наталка» (Киев)
Парк «Наталка» — парк в Оболонском районе Киева.
Расположен вдоль берега Днепра, от гольф центра на Оболонской Набережной до Северного моста. Общая площадь территории парка составляет около 25 га. Название происходит от одноимённого урочища, которое долго было дикой территорией между жилым массивом «Оболонь» и Днепром.
В 1939 году на этой территории развернулось секретное строительство. Проектом предусматривалось сооружение под Днепром стратегической железной дороги. Но в 1941 году началась война, и все работы свернули далеко до завершения. В парке «Наталка» от этого проекта остался огромный железобетонный кессон. В 1960-70-е годы здесь располагалась база отдыха «Журналист», а в начале 2000-х годов — шоу-парк «Золотые ворота». Вокруг этих сооружений остались небольшие участки благоустройства.
В 2000-х годах часть урочища отвели под парк «Оболонь» в одном проекте с Оболонской набережной. Несколько примыкающих участков зелёной зоны начали отводить под застройку. Но в итоге общественность при поддержке городской власти сумела вернуть землю столице.
В 2013 г. началась комплексная реконструкция ландшафтного пространства, продолжающаяся до сих пор. Архитектор: О. Калиновский, ландшафтный дизайнер: Т. Калиновская.
27 мая 2017 года городской глава Виталий Кличко открыл первую очередь парка, затем 13 июля 2018 года — вторую очередь.
Парк получил широкую известность в Киеве после неоднократных выступлений Виталия Кличко, назвавшего «Наталку» образцом для всех столичных парков: «Парк Наталка является золотым стандартом. Я считаю, что он лучше, чем Центральный парк в Нью-Йорке. Ведь там нет такого удивительного вида на Днепр».

## Планировка
До настоящего времени сохранилась планировка центральной части парка, которую благоустраивали в конце 70-х годов XX века. Для того, чтобы максимально сохранить существующие зеленые насаждения, проектировщики использовали сложившуюся систему дорожек. Остальная часть парка появилась в результате благоустройства примыкающей прибрежной полосы, заросшей дикой растительностью. Парк является продолжением архитектурного ансамбля Оболонской набережной, построенной в 2000—2007 годах, а также сквера «Сад камней» (2009—2010). В парке расположили многочисленные спортплощадки, современные детские площадки, велопешеходные дорожки, беговую дорожку длиной 400 метров, парковые павильоны, беседки, смотровые площадки, детский лабиринт, пандусы и лестницы. Парк находится на относительно пониженной местности, что позволяет посетителям иметь непосредственный контакт с водной гладью. Для этого вдоль воды устроены эко-дорожки. Для берегоукрепления использованы габионные стенки.
В ландшафтном дизайне использованы газоны, боскеты, аллеи, перголы, беседки, композиции с использованием фигурных стрижек, живые изгороди, цветники и партеры.

## Общественная активность
Первая попытка реконструкции парка в 2013 году привела к активным протестам и созданию гражданской организации (ГО) «Парк Наталка». Впоследствии, активистам ГО удалось найти общий язык с районной и городской властью и в результате длительного конструктивного диалога и взаимных компромиссов прийти к позитивному результату. Участки земли, запланированные под застройку, вернули в собственность города для использования в качестве парка «Наталка». После этого, парки «Оболонь» и «Наталка» объединили под общим названием. Такой прецедент коммуникации между общественностью и властью послужил примером для многих других инициативных групп в Киеве.
Ландшафтный комплекс является не только местом для прогулок и спортивных игр, но и предметом профессионального обсуждения среди архитекторов и исследователей архитектуры. Одно из наиболее ёмких мнений, архитекторов — ландшафтников таково: «Как для Киева, парк Наталка заслуживает оценки пять с минусом. Для мировой практики — на троечку. Но важно понять: то, что подобная реконструкция состоялась, — это уже хорошо».

## Изображения

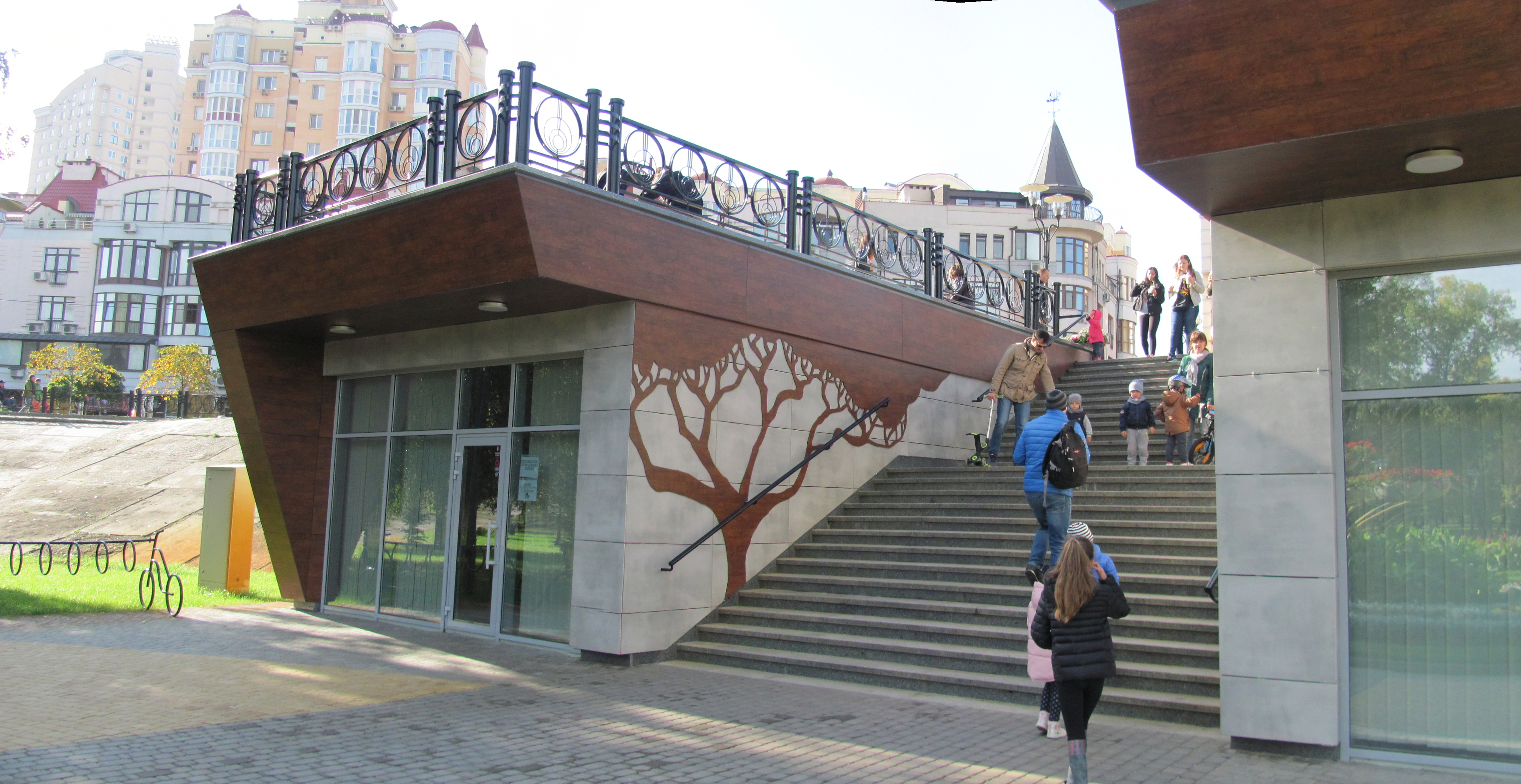
Вход в парк
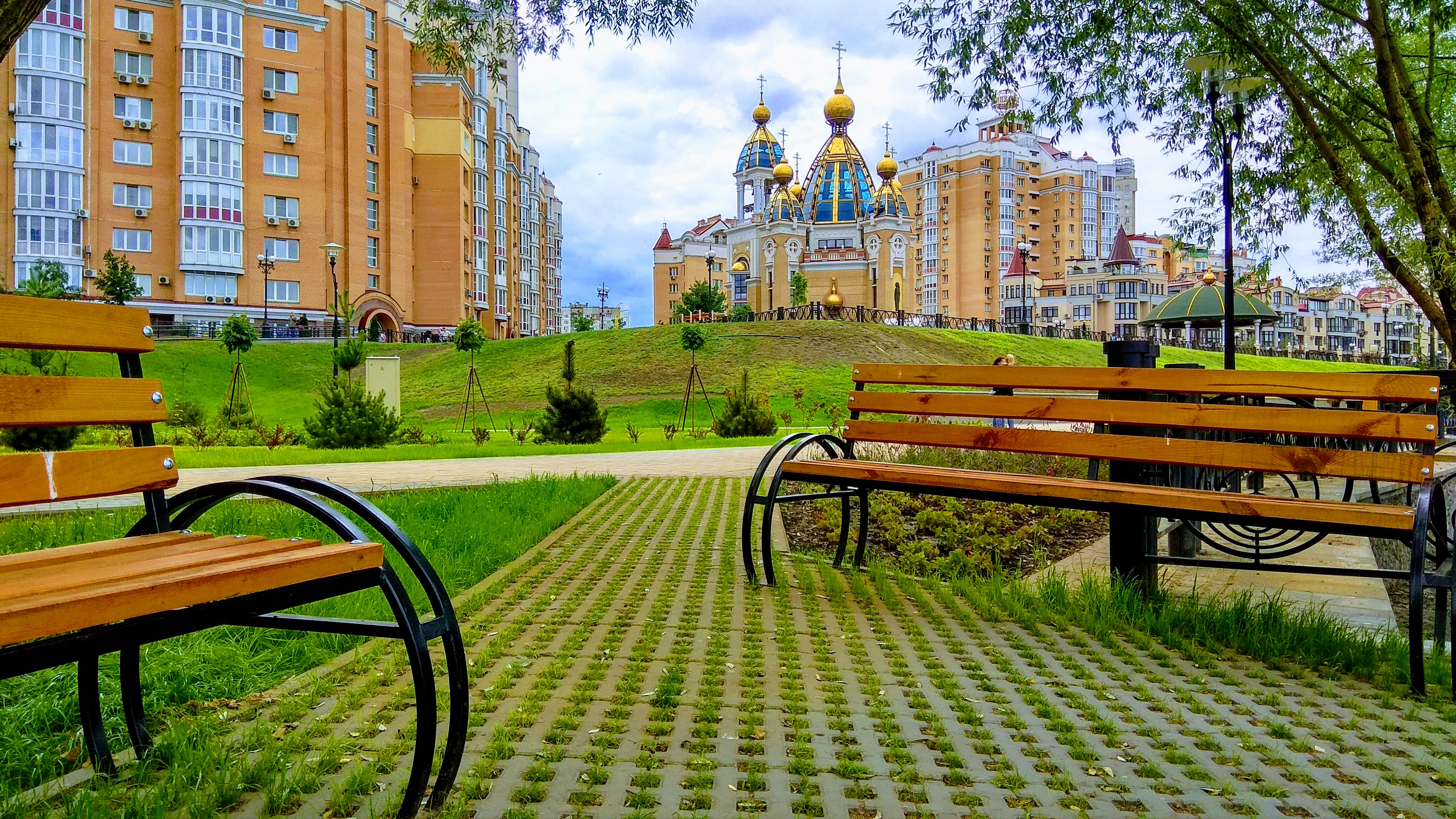
Вид из парка на храм
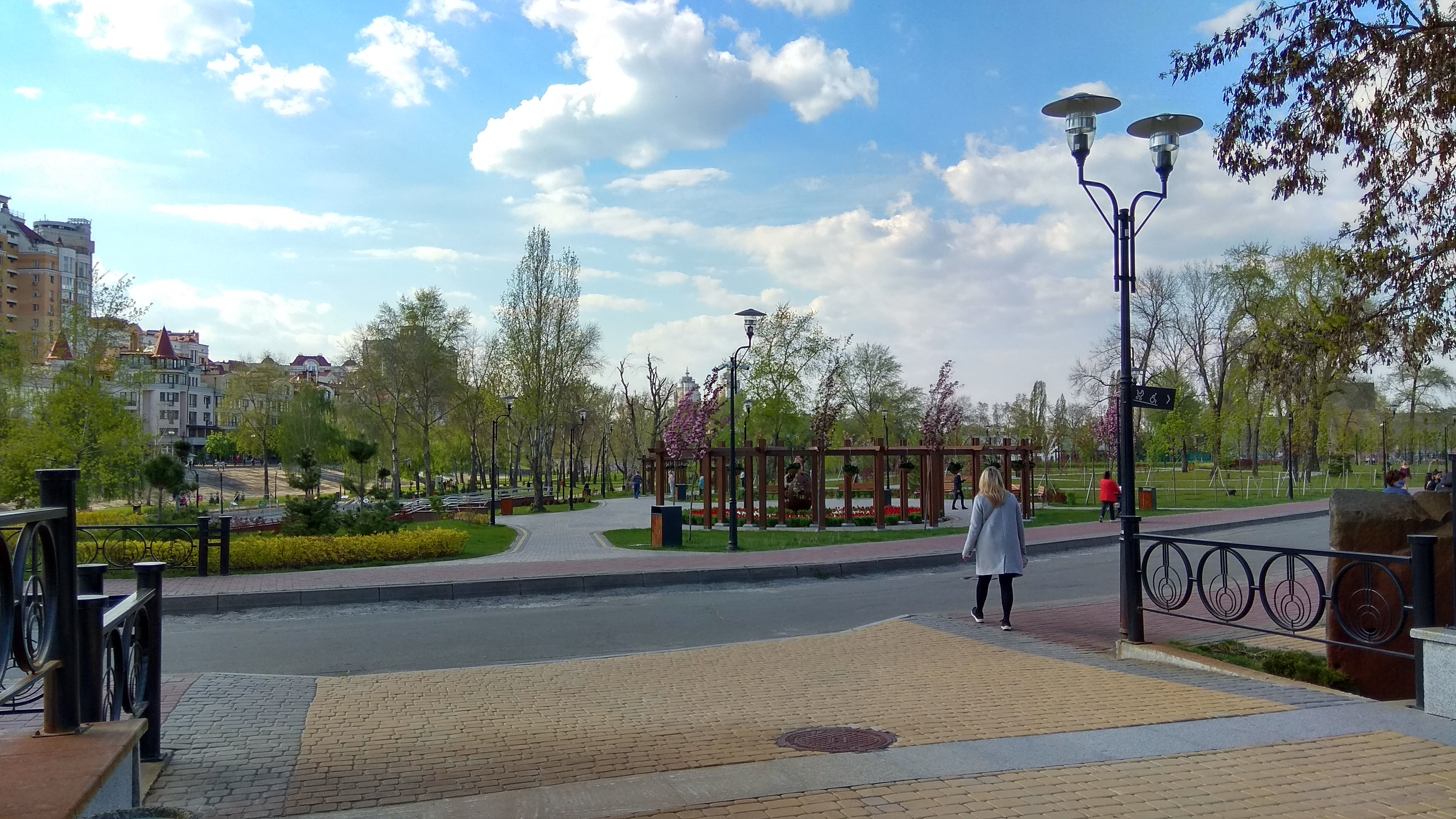
Вид с террасы на третью очередь парка
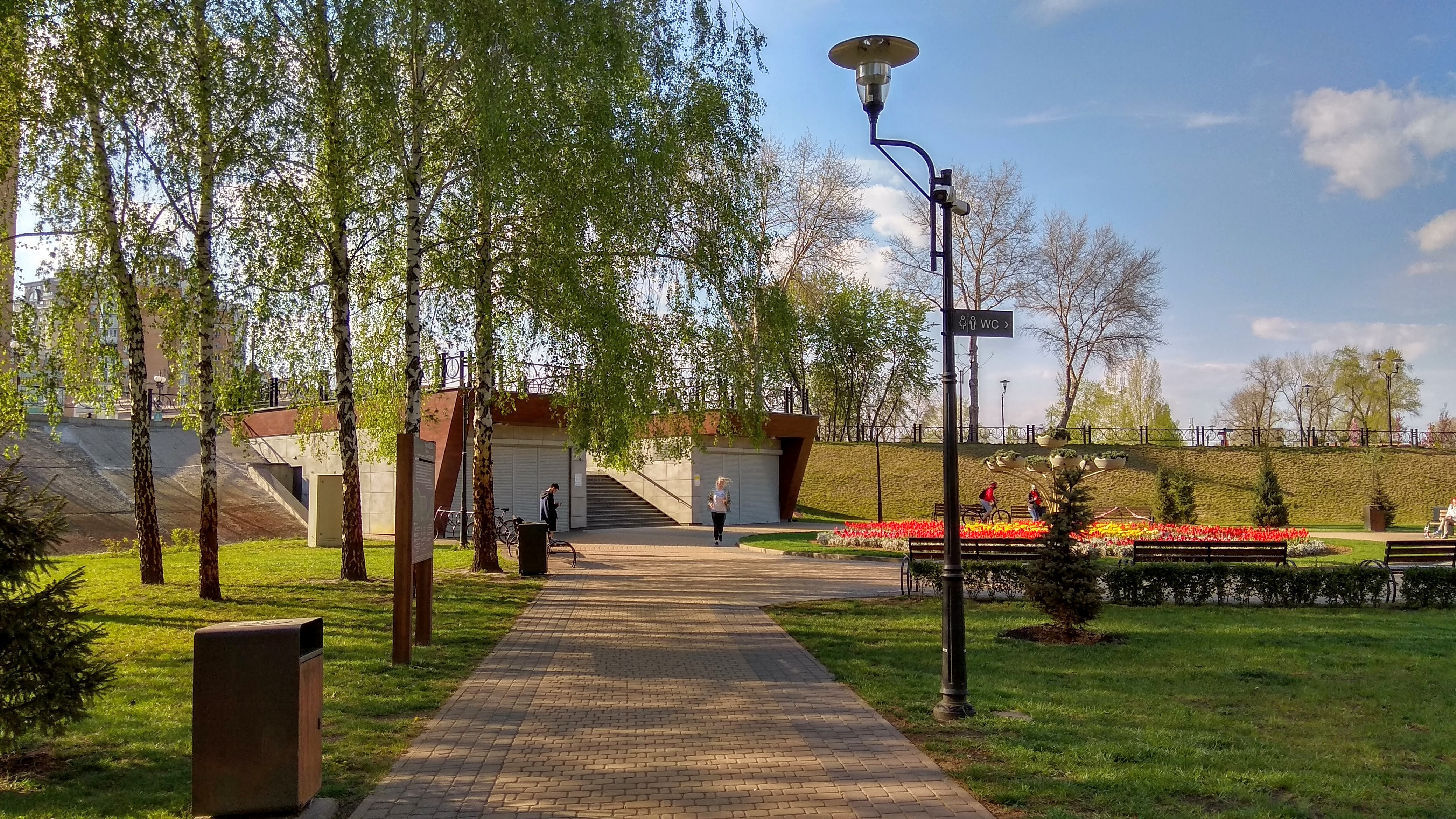
Входная площадь
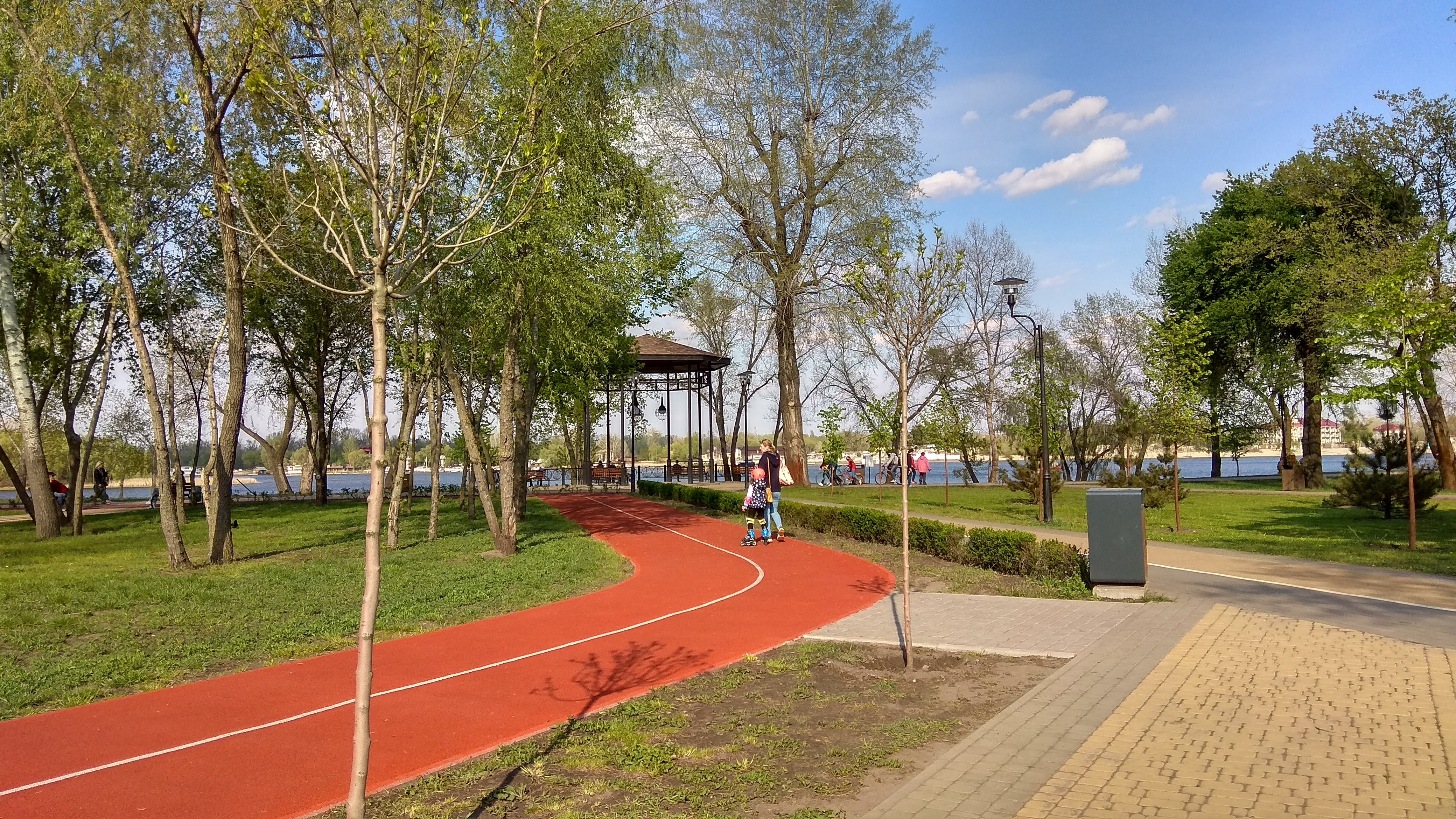
Беговая дорожка и беседка
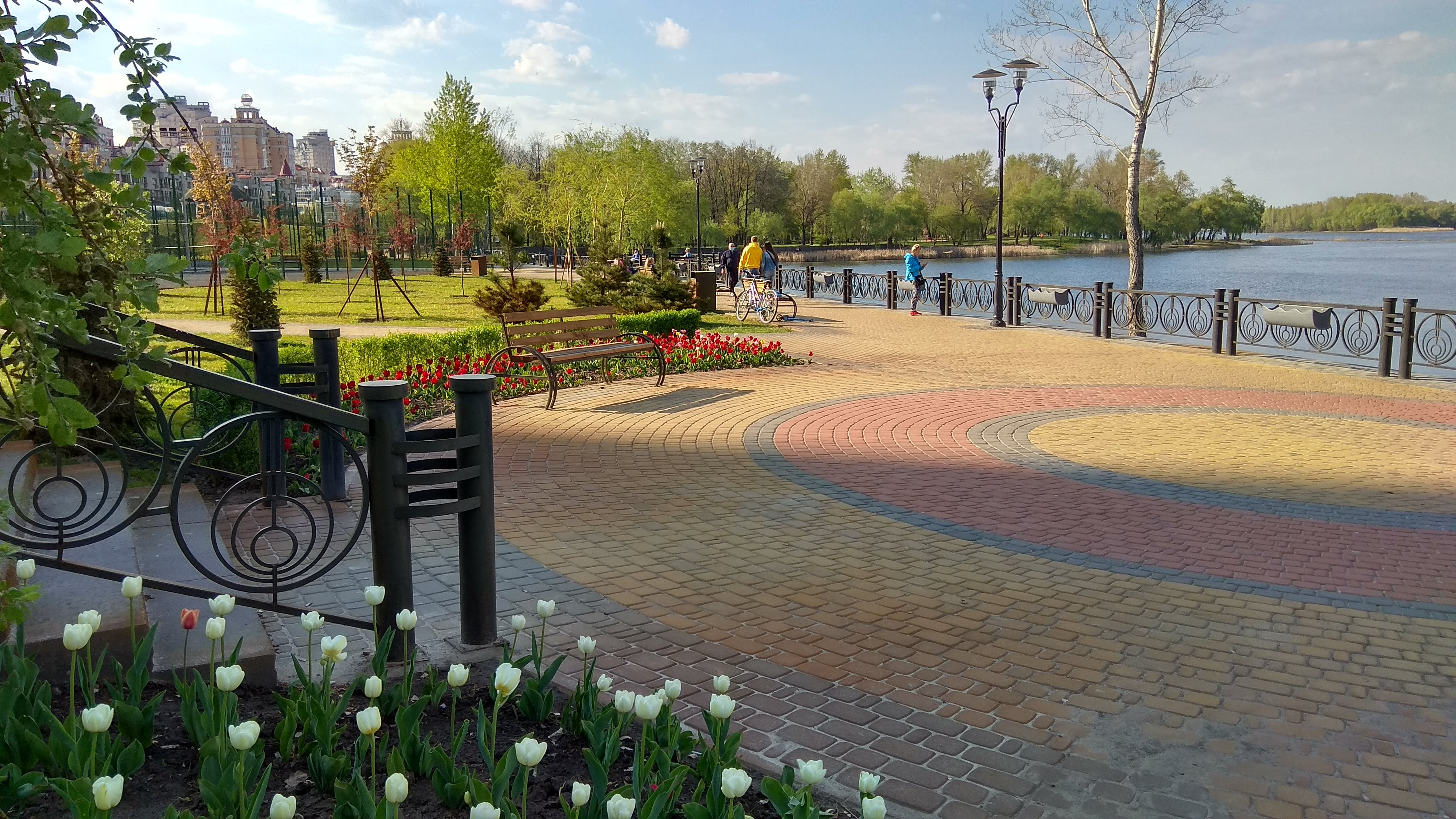
Вид на Днепр